# Kontextadaption
Kontextadaption ist ein Begriff aus der Softwaretechnik, der verwendet wird, um technische Systeme zu bezeichnen, die ihre Struktur, Funktionalität oder Verhalten zur Laufzeit ändern können, um sich an unterschiedliche Umgebungsgegebenheiten zu richten.
Für technische Systeme werden im Allgemeinen solche Umgebungsgegebenheiten als Kontext bezeichnet. Kontext in diesem Zusammenhang bezeichnet die hinreichend genaue Charakterisierung der Situation eines Systems anhand von für die Adaption dieses Systems relevanten und vom System wahrnehmbaren Informationen. Anders als Context-Awareness beschreibt die Bezeichnung Kontextadaption nicht nur ein vages Attribut, sondern auch einen konkreten Ansatz des Systems Engineering, wie die Verarbeitung von Kontextinformation in solchen Systemen entworfen und implementiert werden kann. Dazu gehören die Definition und die Anwendung von speziellen Methoden für die Anforderungsanalyse, den Entwurf und das Testen, von Modellierungs- und Beschreibungstechniken sowie von Referenzarchitekturen, Frameworks und Middleware.
Hauptziel der Kontextadaption ist das Erzielen von Allgegenwart (= Ubiquität). Ubiquität in diesem Sinne bedeutet das Erhöhen der Gebrauchstauglichkeit (usability) einer Funktionalität in möglichst vielen unterschiedlichen Situationen. Es ist folglich wichtig, die drei Hauptkriterien der Ubiquität beim Umgang mit Kontextadaption zu betrachten: die Verfügbarkeit der notwendigen Hard- und Software Infrastruktur, die Anwendbarkeit der Funktionalität in der betrachteten Situation, d. h., dass die Funktionalität die momentanen Benutzerbedürfnisse erfüllen kann, und die Bedienbarkeit der Anwendung, d. h., dass die dafür notwendigen Interaktionen nicht mit der Benutzersituation in Konflikt stehen, also den momentan freien Interaktionsfähigkeiten entsprechen.
Heutzutage ist Kontextadaption als Schlüsselanforderung an zukünftige mobile und ubiquitäre Systeme zu betrachten, die sich heterogene Umgebung vorstellen, in denen System und Anwendungsfunktionalität an ständig ändernden Situationen dynamisch angepasst werden muss, weil insbesondere die Bedürfnisse und Wünsche des Benutzers in den Mittelpunkt gestellt werden.